# Shanghai International Film Festival
Lo Shanghai International Film Festival (cinese: 上海国际电影节) abbreviato SIFF, è uno dei più grandi festival cinematografici dell'Asia orientale.
Assieme al Tokyo International Film Festival, il SIFF è uno dei più grandi festival cinematografici in Asia. Il festival è organizzato dalla Shanghai Municipal Administration of Culture, Radio, Film & TV e dallo Shanghai Media & Entertainment Group. La prima edizione si è tenuta dal 7 al 14 ottobre 1993. Fin dalla sua fondazione, il festival è stato inserito dalla Federazione internazionale delle associazioni di produzione cinematografica (Fédération internationale des associations des producteurs de films, FIAPF) tra festival cinematografici internazionali denominati "festival di serie A", assieme a Cannes, Venezia e Berlino.
Al termine di ogni edizione vengono assegnati i "Calici d'oro" (cinese 金爵, inglese Golden Goblet) per il miglior film, miglior regista, miglior attore/attrice e altre categorie, nonché un "Premio Speciale Giuria".
Nel 2003 il festival non si tenuto a causa della pandemia di SARS.
Nel corso degli anni, allo Shanghai International Film Festival si sono susseguiti nomi noti del cinema come presidenti di giuria, come ad esempio: Danny Boyle, Luc Besson, Barry Levinson, Jean-Jacques Annaud, Tom Hooper, Emir Kusturica e Cristian Mungiu.
Altri festival cinematografici internazionali di Shanghai comprendono due festival a tematica LGBT, il ShanghaiPRIDE Film Festival e il Shanghai Queer Film Festival.

## Premi

### Calice d'oro
Il "Calice d'oro" è il premio più prestigioso assegnato nel corso del SIFF. Sono previsti otto premi principali assegnati nella sezione competitiva: 
- Miglior film
- Premio della giuria
- Miglior regista
- Migliore sceneggiatura
- Miglior attore
- Miglior attrice
- Miglior direttore della fotografia
- Miglior colonna sonora

### Asian New Talent Award
Assegnato dal 2004 per promuovere giovani e nuovo talenti a livello internazionale.

### International Student Shorts Award
Introdotto dalla nona edizione del 2006, con stage per studenti di cinema che possono presentare le loro opere.

### China Movie Channel Media Award
I premi vengono assegnati dal 2007, per premiare e promuovere film di medio e piccolo budget di cineasti emergenti, votati dai giornalisti nel settore dello spettacolo.

### Jackie Chan Action Movie Award
Assegnati dal 2015 e votati dai giornalisti nel settore dell'intrattenimento, i premi sono intensi per omaggiare i film d'azione internazionali e onorare coloro che hanno dato il loro contributi al genere.